# 조반시
조반시(常磐市)은 후쿠시마현 하마도리 남부에 존재했던 시이다. 현재의 이와키시의 이와키 유모토 온천 주변에 해당한다.

## 지리
아부쿠마 산지의 동쪽 태평양 연안 지역에 위치하고 겨울에도 눈이 적은 비교적 온난한 지역으로 예로부터 조반유모토 온천을 품고 있는 휴양지로서 발전한 지역이다.'조반시'라는 시명은 히타치 국과 이와키 국의 경계에 접하는 것에서 유래했지만 전역이 이와키 국에 속한다.
남쪽으로 평야가 펼쳐져 있고 서쪽과 북쪽과 동쪽은 산으로 둘러싸여 있다.북쪽, 옛 조반시와 옛 우치고시의 경계에는 「유모토 경성」이라고 불리는 작은 산지가 펼쳐져 있어 조반선은 터널로 유모토 경성을 뚫고 국도 6호는 골짜기를 누비듯이 유모토 경성을 관통하고 있다.
죠반탄전의 최대의 거점으로서 알려진 탄광 마을로서, 한때 황금 시대를 쌓아 올려 놓았지만, 고도 경제성장기에 폐산.그 자리에는 1966년 조반 하와이안센터(현 스파리조트 하와이안즈)가 세워져 훌라걸의 발상지로 인기를 자랑했다.
현재의 이와키시청 조반지소는 1959년에 조반시청으로 낙성한 건물로, 1966년에 합병으로 이와키시가 된 후에는 조반지소가 되었다.

## 역사
20세기 전반에는 조반유모토에는 조반탄전의 탄광이 존재했고 검은 다이아로 탄광주택이 늘어서 있었다.한편 석탄 채굴에 의해 온천의 수맥이 끊기는 결과가 되어 유모토 온천의 용출이 멈추는 등의 영향을 미치게 되었다.
20세기 후반에 고도 경제성장기가 도래하여 '석탄에서 석유로' 에너지 사정이 바뀌자 석탄 채굴이 비용 면에서 채산성이 떨어졌다. 이 때문에 석탄 채굴로 분출되던 온천을 활용해 이 땅에 '하와이언 센터'를 짓겠다는 얘기가 나오자 탄광을 지키겠다는 산사나이들과 거리에 살아남기 위한 각오를 한 하와이파와 마찰을 빚었다. 그 갈등은 조반 탄광을 그린 영화 훌라 걸에서도 묘사된다. 하지만 생존을 위해 채광을 그만두고 신사업을 성공시켜야 한다는 생각에 결국 완성에 이르렀다.

### 연혁
- 1889년 4월 1일 정촌제 시행에 따라 이와사키군(일본어판) 유모토촌이 단독으로 자치체를 형성하였다.
- 1896년
  - 4월 1일: 유모토촌의 소속 군이 이와사키군에서 신설된 이와키군(일본어판)으로 바뀌었다.
  - 9월 23일: 유모토촌에 이와사키촌의 일부(大字関船·水野谷)가 편입되었다.
- 1897년 2월 25일: 조반선 유모토역이 개업하였다.
- 1922년 8월 20일: 유모토촌이 정으로 승격에 따라 유모토정이 되었다.
- 1935년 5월 30일: 이리야마탄광(入山炭鉱)에서 가스폭발사고가 발생, 이로 인하여 48명이 사망하였다.
- 1954년
  - 3월 29일: 유모토정에 오나하마정의 일부(大字松久須根·三沢·上矢田)가 편입되었다.
  - 3월 31일 : 이와키군 유모토정, 이와사키촌과 합병해 조반시가 되었다.
- 1966년 10월 1일 : 구 이와키시, 다이라시, 나코소시, 오가와정, 도노정, 히사노하마촌, 요쓰쿠라정, 오히사촌, 가와마에촌, 다비토촌, 미와촌, 요시마촌과 합병해 이와키시가 성립하여. 동일 이와키시는 폐지되었다.

## 교통

### 철도
- 동일본 여객철도
  - 조반선

### 도로
- 국도 6호선